# Henry Doubleday
Henry Doubleday (Epping, 1 juli 1808 - 29 juni 1875) was een Engels entomoloog. 

## Biografie
Henry Doubleday was de oudste zoon van Quaker en kruidenier Benjamin Doubleday en zijn vrouw Maria, uit Epping, Essex. Hij en zijn broer Edward Doubleday brachten hun jeugd door met het verzamelen van natuurhistorische voorwerpen in Epping Forest. Henry was een tijdgenoot van Henry Doubleday (1810-1902), de wetenschapper en tuinder, die zijn neef was. 
Hij was de auteur van de eerste catalogus van de Britse vlinders, Synonymic List of the British Lepidoptera (1847-1850). Hij benoemde een aantal nieuwe soorten vlinders, waaronder: 
- Xestia ashworthii - uilen (Noctuidae)
- Hypenodes humidalis - moerasmicro-uil; spinneruilen (Erebidae)

Een aantal vlinders is naar hem vernoemd:
- Kotochalia doubledaii - zakjesdragers (Psychidae)
- Zeuxidia doubledaii - Nymphalidae
- Mynes doubledaii - Nymphalidae

Zijn vlindercollectie is bewaard gebleven in het Natural History Museum.
- Gemeinsame Normdatei: 11765163X
- International Standard Name Identifier: 0000 0000 3002 5250
- Library of Congress Control Number: n79035252
- Virtual International Authority File: 1284488
- WorldCat: E39PBJv4gVbc6xhPvDjMW9Btrq